# Mychonia galanata
Mychonia galanata là một loài bướm đêm trong họ Geometridae.